# 아카사카 사카스

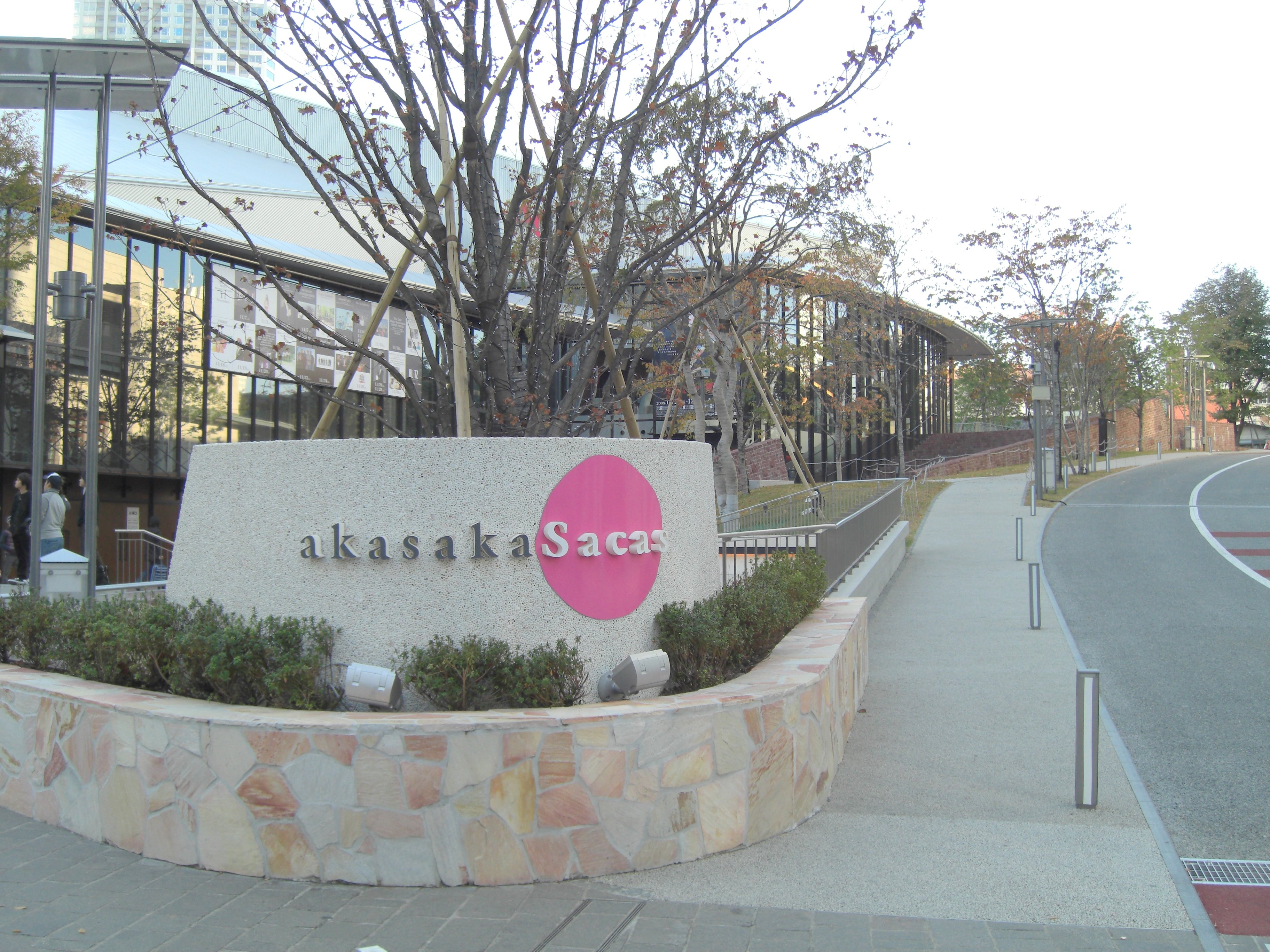
아카사카 사카스

아카사카 사카스(akasaka Sacas)는 일본 도쿄도 미나토구 아카사카에 있는 재개발 지역이다. TBS 바옹센터를 중심으로 한 복합 문화 시설들이 들어서 있다. 주요 시설로는, TBS 방송센터, 사카스 광장, 아카사카 비즈 타워, 아카사카 BLITZ, 아카사카 ACT 시어터, 아카사카 갤러리 등이 있다.

## 같이 보기
- 롯폰기 힐스
- 오모테산도 힐스